# Noraldino Junior
Noraldino Lúcio Dias Junior (Juiz de Fora, 20 de novembro de 1975) é um político brasileiro, filiado ao Partido Socialista Brasileiro (PSB). É deputado estadual por Minas Gerais, reeleito em 2018 para o seu segundo mandato como o quinto deputado mais votado no estado, com 114.807 votos. 
Legislaturas na ALMG 
18ª Legislatura - Efetivo
Em exercício de 01/02/2015 a 31/01/2019
19ª Legislatura - Efetivo
Em exercício de 01/02/2019 a 31/01/2023
20ª Legislatura - Efetivo
Em exercício de 01/02/2023 a 31/01/2027

## Carreira Política
Noraldino Junior foi Superintendente da Agência de Gestão Ambiental de Juiz de Fora (Agenda-JF) entre 2006 e 2008, sendo também eleito, em seguida, o presidente do Comitê da Bacia Hidrográfica dos Afluentes Mineiros dos Rios Preto e Paraibuna. Conquistou ainda a presidência do Consórcio Intermunicipal da Bacia dos Rios Preto e Paraibuna (Conpar). Os dois órgãos são responsáveis pela mobilização de vários municípios da região pela proteção do Paraibuna. 
Em 2008, Noraldino foi eleito vereador com 2.473 votos, para o primeiro mandato legislativo.
Em 2010 obteve 9.276 votos para deputado federal, ocupando a terceira suplência pelo PSC.
Em 2012 seu mandato de vereador foi renovado, tendo alcançado 4.347 votos.
Em 2014 foi eleito deputado estadual com 51.871 votos.
Na 18ª Legislatura, sua atuação foi marcada pela defesa dos direitos dos animais, contribuindo, com sua militância, para a criação da Comissão Extraordinária de Proteção dos Animais, que presidiu.
Em 2016 obteve 47.110 votos para prefeito em Juiz de Fora/MG, ficando em 3º lugar.
Foi membro efetivo da Comissão de Direitos Humanos desde maio de 2017.
Em 2018 obteve 114.807 votos para deputado estadual, sendo o 5º mais votado de Minas Gerais, conseguindo a reeleição para a 19ª Legislatura.
Na 19ª Legislatura, foi presidente da Comissão de Meio Ambiente e Desenvolvimento Sustentável. 
Em 2022 foi reeleito para o terceiro mandato de deputado estadual com 104.522, sendo o 7º mais votado do Estado de Minas Gerais.
Assume, em 2023, a presidência da Comissão Extraordinária de Proteção dos Animais, pela segunda vez. 

Comissões de atuação
Presidente
Comissão Extraordinária de Proteção aos Animaisdes
de 03/04/2023
Efetivo
Comissão de Meio Ambiente e Desenvolvimento Sustentável
desde 28/02/2023